# 제임스 P. 앨리슨
제임스 패트릭 앨리슨(영어: James Patrick Allison, 1948년 8월 7일 ~ )은 미국의 면역학자이다. 2018년에 음성적 면역조절 억제에 의한 암 치료법을 발견한 공로로 혼조 다스쿠와 함께 노벨 생리학·의학상을 수상했다.

## 학력
- 1965년 ~ 1969년: 텍사스 대학교 오스틴 면역학과 (학사)
- 1969년 ~ 1973년: 텍사스 대학교 오스틴 면역학과 (박사)

## 수상 경력
- 2014년 : 생명과학 돌파구 상
- 2014년 : 탕상[2]
- 2014년 : 루이자 그로스 호르위츠상
- 2014년 : 하비상
- 2014년 : 가드너 국제상
- 2015년 : 래스커-드베이키 임상 의학 연구상[3]
- 2017년 : 울프 의학상
- 2017년 : 발찬상
- 2017년 : 셰베리상
- 2018년 : 킹 파이살 국제상
- 2018년 : 올버니 의료센터 상
- 2018년 : Dr. Paul Janssen Award for Biomedical Research
- 2018년 : 노벨 생리학·의학상